# Bruyères-sur-Fère

Bruyères-sur-Fère este o comună în departamentul Aisne din nordul Franței. În 1 ianuarie 2022 avea o populație de 195 de locuitori.